# Zamia acuminata
Zamia acuminata là một loài thực vật thuộc họ Zamiaceae. Loài này có ở Costa Rica, Nicaragua, và Panama. Chúng hiện đang bị đe dọa vì mất môi trường sống.